# Depot von Mehringen
Das Depot von Mehringen (auch Hortfund von Mehringen) ist ein Depotfund der frühbronzezeitlichen Aunjetitzer Kultur (2300–1550 v. Chr.) aus Mehringen, einem Ortsteil von Aschersleben im Salzlandkreis (Sachsen-Anhalt). Das Depot wurde nach seiner Auffindung zwischen dem Museum Schloss Bernburg, dem Museum für Vor- und Frühgeschichte in Berlin und einer Privatsammlung aufgeteilt. Nur der in Bernburg verbliebene Teil ist heute noch erhalten.

## Fundgeschichte
Das Depot wurde vor 1880 gefunden. Die genauen Fundumstände sind unbekannt.

## Zusammensetzung
Das Depot war in einem Keramikgefäß niedergelegt worden, das nicht aufgehoben wurde und dessen ursprüngliche Form unbekannt ist. Das Gefäß enthielt fünf bronzene Randleistenbeile. Im Museum in Bernburg befindet sich heute noch ein Beil. Der Rest des Depots ist verschollen.